# 双龍駅 (忠清南道)
座標: 北緯36度47分37.65秒 東経127度7分16.31秒 / 北緯36.7937917度 東経127.1211972度
双龍駅（サンヨンえき）は、大韓民国忠清南道天安市西北区にある韓国鉄道公社長項電鉄線（長項線）の駅である。駅番号はP171。
案内上は「双龍（ナサレン大）駅」の呼称が用いられる。

## 駅構造
- 相対式ホーム2面2線の高架駅。

## 駅周辺
- ナザレ大学校（朝鮮語版）
- 双龍2洞住民センター
- Eマート天安店
- 天安双龍高等学校

## 歴史
- 2008年12月8日 -  駅名が確定。
- 2008年12月15日 - 開業。

## 隣の駅
韓国鉄道公社
●長項電鉄線 
緩行
鳳鳴駅 (P170) - 双龍駅 (P171) - 牙山駅 (P172)